# 新潟県立直江津中等教育学校
新潟県立直江津中等教育学校（にいがたけんりつ なおえつちゅうとうきょういくがっこう、英: Niigata Prefectural Naoetsu Secondary School）は、新潟県上越市に所在する県立中等教育学校である。

## 概要
2007年3月に廃校となった新潟県立直江津高等学校の校舎を利用して新設開校した。

## 設置学科
- 普通科

## 沿革

### 年表[1]
- 2006年（平成18年）11月1日 - 県立学校条例改正により新潟県立直江津中等教育学校設置（県立直江津高校の校地・校舎を利用し設置）。
- 2007年（平成19年）
  - 4月1日 - 新潟県立直江津中等教育学校開校。
  - 4月4日 - 第1回入学式挙行、121名（3学級）入学。
  - 4月5日 - 給食開始（業者給食、ミルク給食）。
  - 10月20日 - 開校記念式典・記念講演会・祝賀会。
- 2008年（平成20年）
  - 5月17日 - 第1回体育祭開催。
  - 10月18日 - 第1回文化祭開催。
  - 11月6日 - 修学旅行実施（I期生、関西方面2泊3日）。
- 2010年（平成22年）3月20日 - 前期課程修了式挙行（I期生120名修了）。
- 2013年（平成25年）
  - 2月20日 - 海外研修旅行（I期生、米国ロサンゼルス1日間）。
  - 3月16日 - 第1回卒業証書授与式挙行（111名卒業）。
- 2016年（平成28年）10月29日 - 創立10周年記念式典・記念講演会・祝賀会。
- YouTubeを開設。

①2021年4月29日開設「直江津中等教育学校」登録者数479人
https://www.youtube.com/@user-on9po9kc3v/featured
「直江津中等教育学校」という名の動画一本のみあり、その動画の視聴回数は4118回。（2023年10月25日時点）
②2021年4月30日開設「直江津中等教育学校2」登録者数622人
https://www.youtube.com/@user-ql6mq3mr1b
「直江津中等教育学校2」という名の動画一本のみあり、その動画
の視聴回数は3346回。（2023年10月25日時点）

## 教育目標
主体的に学び、豊かな人間性や創造力を身に付け、大志をもって世界に貢献するたくましい人材の育成

## スクールポリシー
Be an ACE !
○ 常に大志を抱き　Ambition（ 大志・夢 ）
○ 世界への貢献を目指して　Contribution（ 貢献 ）
○ 活力ある行動で　Energy（ 活力・活躍 ）
　 中高一貫教育で世界をめざす

## 学校行事
- 体育祭（全学年、5月）
- 海外研修事前国内研修（4年、8月）
- 高大提携授業（4,5年、8月）
- チャレンジウォーク（全学年、9月）
- 後期球技大会（4,5,6年、7月&3月）リージョンプラザ上越、学校体育館にて
- 文化祭（1〜5年、10月）
- 職場体験（2年、6月）
- 生徒会選挙（1〜5年、12月）

合宿
- オリエンテーション合宿（1年、4月）
- 修学旅行in奈良，京都（2年、2，3月）
- 海外研修inマレーシア（4年、11月上旬〜11月下旬）
- スキー合宿（1,3,5年、2月）
- 東京合宿（1年、3月）

## 部活動
- 運動部 - 硬式テニス 、バスケットボール（男・女）、バレーボール（女）、卓球、剣道
- 文化部 - 吹奏楽、家庭、美術、茶道、国際

注意（軟式野球、サッカー、バドミントン部は2023年から募集停止）

## 校歌
作詞：大岡信、作曲：竹田由彦

## 学校関係者による不祥事
2009年1月12日に新潟県上越市にあるリージョンプラザ上越で開かれた第21回新潟県選抜中学生フットサル大会上越地区予選会で、当時サッカー部顧問の男性教頭（47歳）が試合を有利に進めるため部員に対してオウンゴールをするよう指示して実行させたため、同年4月9日に日本サッカー協会は男性教頭を1年間の活動停止処分にした。

## アクセス
- JR・ETR直江津駅より北西へ約1km[4]（徒歩：約12分[4]）
- 頸城自動車 直江津ショッピングセンター前案内所より約500m（徒歩：約5分）